# 제2차 세계 대전의 암호학
제2차 세계 대전의 암호학은 무선 통신의 중요성과 무선 가로채기의 용이함 때문에 중요하게 강조되었다. 각국은 수많은 코드와 암호 체계를 사용했으며 특히 후자 암호 체계의 대부분은 회전기를 사용했다. 그 결과 암호 해독 혹은 코드브레이킹의 이론적이고 실용적인 체계가 발전하기 시작했다.
제2차 세계 대전에서 가장 성공적인 암호 해독 사례는 연합국이 독일의 에니그마를 해독한 사건이다. 에니그마의 첫 해독 시도는 1932년경 폴란드 암호국에서 시작되었으며, 당시 사용된 기술과 노하우는 1939년 독일의 폴란드 침공이 시작되기 직전 프랑스와 영국 연합국에게 전달되었다. 전쟁 기간에는 블레츨리 파크에서 영국군이 해독 시도를 하며 해독 능력이 크게 개선되었다. 에니그마 암호 해독 성공으로 연합국은 중요 네트워크에서 독일군의 라디오 송출 신호에서 필요한 정보를 해독할 수 있게 되었고, 군사 정보 분야에서 큰 정보원이 되었다. 로렌츠 암호의 해독과 같이 에니그마 및 기타 고급 정보원에서 나온 중요 정보를 연합국은 '울트라'라고 불렀다.
미국 육군 신호정보국도 일본의 가장 안전한 외교용 암호라고 불렀던 97식 구문인자기, 퍼플 암호도 전쟁 이전부터 지속적으로 해독을 시도하였다. 퍼플 암호를 해독하여 나온 정보를 미국은 매직이라고 불렀다.
독일군도 2차대전 기간 주요 암호를 해독하였으며 영국 해군과 기타 암호를 해독하는 데 성공하였다.
아래는 세계 각국의 제2차 세계 대전 시기 암호와 관련된 문서 목록이다.

## 독일
- 에니그마 기계
- 피쉬 (암호학) - 독일 전신타자기 암호의 영국군 코드명
  - 로렌츠 암호기계 - 영국군 코드명 '튜니'의 피쉬 암호
  - 지멘스 & 할슈케 T52 - 영국군 코드명 '스터전'의 피쉬 암호
- 단축 베터 암호
- 브-딘스트
- 레제르페한트페르파렌(RHV) 혹은 지정수기절차
- 독일 국방군 최고사령부 암호부
- 기스베르트 하젠예거

## 미국
- 매직 (암호학)
- 신호정보국
- OP-20-G
- 엘리자베스 스미스 프리드먼
- 윌리엄 F. 프리드먼
- 프랭크 로렛
- 아브라함 신코프
- 제네비브 그로찬 페인스테인
- 레오 로젠
- 조지프 로슈포르
- 조지프 마보안
- 에네스 메이어 드리스콜
- SIGABA
- SIGSALY
- SIGTOT
- M-209
- HYPO 방송국
- CAST 방송국
- OP-20-G

## 스웨덴
- 아르네 베울링

## 영국
- 블레츨리 파크
- 에니그마의 해독
- 로렌츠 암호의 해독
- 극동합동국
- 해군정보사단 (영국)
- 무선 실험 센터
- 봄브
- 콜로서스 (컴퓨터)
- Typex
- 시코 암호화 장치
- 울트라 (암호학)
- 앨런 튜링
- 윌리엄 토머스 텃
- 존 틸트맨
- 막스 뉴먼
- 토미 플라워즈
- I. J.  굿
- 존 허리빌
- 레오 막스
- 시형 암호

## 오스트레일리아
- 중앙국 (오스트레일리아)
- 멜버른 암호편대
- 오스트레일리아 비밀정보국

## 이탈리아
- C-36 (암호화 기계)
- 에니그마 기계

## 일본
- 일본 제국 육군 및 외교용 코드북
- 일본 제국 해군 암호
- 퍼플 암호

## 폴란드
- 에니그마의 해독
- 폴란드 암호국
- 마리안 레예프스키
- 예지 루지츠키
- 헨리크 지갈스키
- 봄바 (암호학)
- 라치다

## 프랑스
- PC 브루노
- 앙스틸로 슈미트

## 핀란드
- 핀란드 국방정보원

## 같이 보기
- 암호학사
- 제1차 세계 대전의 암호학
- 코드 토커